# Karl Bockamp
Wilhelm Paul Karl Bockamp (* 17. September 1891 in Duisburg; † 12. Mai 1965 in Köln) war ein deutscher Rechtsanwalt und Oberleutnant der Reserve in der Wehrmacht, der während der Besetzung der Niederlande im Zweiten Weltkrieg als Bevollmächtigter des Reichskommissars Seyß-Inquart ab 1940 mit der Verwaltung des niederländischen Kronvermögens betraut war. Als Adolf Hitler 1941 wegen der Radioansprachen von Königin Wilhelmina aus London die Liquidation des Kronvermögens anordnete, ging Bockamp zögerlich ans Werk, um das Kulturgut des Königshauses zusammenzuhalten. Zudem setzte er sich für niederländische Hofangestellte ein, die in Schwierigkeiten mit der Besatzungsmacht geraten waren.

## Leben

### Familie
Karl Bockamp wurde als erster Sohn des Geheimen Justizrats und Landgerichtsdirektors Julius Bockamp (1860–1931) und seiner Ehefrau Luise, geb. Wintzer (1867–1927) in Duisburg geboren. Bedingt durch dienstliche Versetzungen seines Vaters verbrachte er seine Schulzeit in Gelsenkirchen, Duisburg-Ruhrort und Köln.
Seit 30. Juni 1922 war Bockamp mit Hildegard Olga Johanne, geb. Schmidt (1900–1948) verheiratet. Aus der Ehe gingen zwei Kinder hervor.

### Studienzeit
Nach dem 1909 in Köln abgelegten Abitur nahm er das Studium der Rechtswissenschaft in Bonn auf und trat an Ostern desselben Jahres der Burschenschaft Alemannia Bonn bei, wie bereits vorher sein Vater und nachher sein im Ersten Weltkrieg in der Somme-Schlacht bei Bapaume gefallener jüngerer Bruder Werner (1894–1916). Nach je einem Semester in Berlin und München kehrte er nach Bonn zurück und absolvierte dort Ende 1912 sein Referendarexamen.
Seine Referendar-Ausbildung unterbrach er im Herbst 1913 um als Einjährig-Freiwilliger Dienst beim 2. Westfälischen Feldartillerie-Regiment 43 in Wesel zu leisten. Während dieses Dienstjahres brach der Erste Weltkrieg aus, der Bockamp an die West- und Ostfront brachte. Sein letzter Dienstgrad im alten Heere war Leutnant der Reserve als Regimentsadjutant im Reserve-Feldartillerie-Regiment 59 (R.F.A.R.). Er wurde mit dem Frontkämpferehrenkreuz sowie dem EK I und EK II ausgezeichnet.
Nach Kriegsende setzte Bockamp sein Referendariat fort und wurde an der Juristischen Fakultät der Universität Heidelberg mit der Dissertation Die Gesellschaft mit beschränkter Haftung als Kartellorganisation (erschienen 1923) zum Dr. jur. promoviert. Im April 1921 legte er die juristische Große Staatsprüfung ab und ließ sich in Köln als Anwalt nieder, zunächst am Amts/Landgericht Köln und dann am OLG.

### Politisches Engagement
In der Weimarer Republik engagierte Bockamp sich in der Deutschen Volkspartei (DVP). Er wurde von Gustav Stresemann in Reden erwähnt. 1926 wurde er Wahlkreisvorsitzender der DVP für den Wahlkreis Köln-Aachen. Bei den Provinziallandtagswahlen in Preußen Ende 1929 errang Bockamp ein Mandat für die DVP und war von 1930 bis 1933 Mitglied des Rheinischen Provinziallandtags (MdPL) in Düsseldorf.

### Im Zweiten Weltkrieg
Während des Zweiten Weltkriegs war Bockamp, gemäß Angaben von 1944 zu den Personalakten am OLG Köln, vom 15. Mai 1940 bis 20. Juni 1943 als Oberleutnant d.R. (der Reserve) z.V. (zur Verfügung) in der Wehrmacht. Der NSDAP war er zum 1. Mai 1933 beigetreten (Mitgliedsnummer 2.131.131). Außerdem war er Mitglied im NSRB und im RLB.

## Verwalter des niederländischen Kronvermögens
Nur zwei Wochen nach der Flucht der Königsfamilie und der Kapitulation der Niederlande vor den Wehrmachtstruppen wurde die zunächst bestehende Militärverwaltung der besetzten Niederlande auf eine deutsche Zivilverwaltung unter Reichskommissar Arthur Seyß-Inquart umgestellt. Seyß-Inquart veröffentlichte am 24. Juni 1940 eine Verordnung zur „Einziehung und Verwertung des Vermögens der lebenden Mitglieder des Hauses Nassau Oranien“ und setzte dazu Baron von Schröder als Verwalter für das königliche Vermögen ein. Für das Alltagsgeschäft schlug von Schröder Karl Bockamp vor, der in Vermögensverwaltung erfahren war, und erwirkte dessen Freistellung von seiner kurzzeitigen Tätigkeit beim Generalkommando in Münster.

Angesichts des zunehmend organisierten Widerstands der Niederländer gegen die deutsche Besatzung, u. a. in Form von Streiks und Sabotage, wurde im Reichskommissariat seit Anfang des Jahres 1941 die Enteignung des persönlichen Eigentums des Königshauses geplant. Offiziell wurde die Entscheidung erst nachdem Königin Wilhelmina in einer Sendung auf Radio Oranje am 31. August 1941 die deutschen Armeen als „Horden“ bezeichnet hatte. Der Generalkommissar für das Sicherheitswesen der besetzten Niederlande Hanns Albin Rauter gab den Beschluss zur „Liquidation des Kronvermögens“ wegen „verantwortungslosen Verhaltens gegenüber der Besatzungsmacht“ am 16. September 1941 in der Deutschen Zeitung in den Niederlanden (Jg. 2, Nr. 104, S. 1) bekannt. Dies veranlasste von Schröder, sich zurückzuziehen, so dass der Liquidationsauftrag allein Bockamp zufiel, der nun die Verantwortung für eine Unmenge von Gütern und das zahlreiche Hofpersonal übernehmen musste. Sein Amtssitz war im Palast Nordeeinde in Den Haag.

### Zögerliche Umsetzung als Arbeitsprinzip
Da Bockamp, wie von Schröder, die Entscheidung Hitlers missbilligte, versuchte er eine schnelle Liquidation zu verhindern. Seine Absicht war, das Kronvermögen nach dem Krieg an Königin Wilhelmina zurückgeben zu können. Bockamp hatte zu Beginn seiner Tätigkeit in Den Haag an seine Frau Hildegard geschrieben, er sei mit einer heiklen Aufgabe betraut. Er bewege sich in einer Unternehmenskultur, in der die Loyalität gegenüber der königlichen Familie an erster Stelle stand. Das mache die Sache für ihn nicht einfach. Andererseits erleichterte die Mitteilung von Schröders gegenüber dem Hof, dass Wilhelmina bei der Rückkehr in die Niederlande ihren Besitz so vorfinden sollte, wie sie ihn verlassen hatte, Bockamps Agieren.
In einem vertraulichen Vortrag vor Mitgliedern des Hofs hatte Bockamp im September 1941 angedeutet, dass er die Liquidation des Vermögens vorsichtig und nuanciert vornehmen wolle und nicht alles monetarisiert werden solle. So konnte er vermeiden, dass die Mitglieder des Hofes, die die Beschlagnahme der Krongüter ablehnten, kollektiv ihre Ämter niederlegten. Er selbst schrieb, dass er der Ernennung zum Liquidator zugestimmt habe mit der geäußerten Absicht, den Fall mit Verzögerung zu behandeln.

### Inventar des Hauses Oranien
Unter Leitung von Bockamp wurde zum ersten Mal ein Inventar samt Bilanz des Hauses Oranien erstellt. Abgesehen von 3 Millionen Gulden aus Anleihen und Anteilen an ausländischen Wertpapier-Depots wurde das persönliche Vermögen der Königin auf etwa 13 Millionen Gulden geschätzt, davon 9 Millionen in Immobilien, 1,5 Millionen in Inventar und 2,5 Millionen in Wertpapieren. Das war ein „eher enttäuschendes Ergebnis“, so Bockamp in einem Brief an seine Frau, da man von einem wesentlich höheren Betrag ausgegangen war. Bei einem Abendessen am 31. August 1940 im Hotel „Huis ter Duin“ lobte Seyss-Inquart im Beisein von Schröder und Bockamp das schnelle Ergebnis.

### Was bilanziert wurde und was nicht
Vorentscheidungen für die Bilanzierung waren bereits auf Treffen mit der Hofkommission und den Finanzbeamten des Hofes im Juli 1940 gefallen, wo Bockamp bestätigt hatte, dass die Kronländereien und Paläste nicht zum Privatbesitz der königlichen Familie gezählt würden, da sie Staatseigentum seien. Sie gehörten daher nicht in seine Zuständigkeit. Das galt nicht für die Paläste Soestdij und Lange Voorhout, die Privateigentum der Oranier waren. Inventarisiert wurden die beweglichen Güter der Paläste Noordeinde, Huis ten Bosch und Schloss Amsterdam. Bei den Inventarlisten der beweglichen Güter wurde rot gekennzeichnet, was Privatbesitz war, blau die Gegenstände, deren Besitz unsicher war, und farblos blieb der Rest, der als Staatseigentum galt. Das Verfahren erwies sich aber als unpraktikabel, da es eine Vermischung von Staatseigentum und Eigentum der Königin gab. „Die schiere Größe und Anzahl der Besitztümer sollte nicht überraschen. Schließlich handelte es sich um eine fürstliche Sammlung, die sich über Jahrhunderte angesammelt hatte“, so der Historiker Maarschalkerweerd.
Einige Fonds wie der Fonds für die Witwen und Waisen des königlichen Hofpersonals (Fonds voor Weduwen en Weezen van het personeel der Koninklijke Hofhoundingen), der Adelsfonds und die Einnahmen aus der Nationalen Schenkung (Nationaal Geschenk), die vom Schatzmeister verwaltet wurden, blieben dem Zugriff der deutschen Aufsichtsbehörde entzogen, da sie aufgrund der Rechtsform nicht zu den Gütern der Oranier zählten. Auch die Pferde aus dem Privatbesitz von Königin Wilhelmina sollten zunächst nicht angerührt werden. Im August 1940 wurden jedoch vier Pferde aus dem Stall von Soestdijk beschlagnahmt. Wehrmachtbefehlshaber Friedrich Christiansen hatte sich mit der Entscheidung durchgesetzt, dass die Pferde nicht unter von Schröders Verwaltung stünden.
Nicht unerheblich war auch die Kunstsammlung. Die Amtseinführung der damals 18-jährigen Wilhelmina im Jahr 1898, die Geburt der Prinzessin Juliana elf Jahre später und das 25-jährige Regierungsjubiläum 1923 führten zu einem erheblichen Zuwachs der Kunstsammlung. Es kursierten damals Gerüchte, dass Wilhelmina – auch wegen der Kunstsammlung – mit einem Vermögen von 120 Millionen Gulden die reichste Frau der Welt sei. Da die wertvollsten Objekte der Kunstsammlung noch nicht zu Versicherungszwecken bewertet waren, konnten diese nicht mit Marktwerten gelistet werden. So wurden Schätzungen des Direktors des Mauritshuis, Professor Wilhelm Martin, für die Gemälde in Schloss Noordeinde, Schloss Huis ten Bosch und Schloss Amsterdam erstellt. Der Direktor des Museum Boijmans, Dirk Hannema (1895–1984), schätzte die Werte der Gemälde und Antiquitäten im Palast Het Loo. Weitere Inventare wie die der Silberkammer in Schloss Het Loo wurden Ende Januar 1941 fertiggestellt.

## Einschätzung durch Zeitzeugen
Eine Wertung der Tätigkeit Bockamps im Urteil seiner Zeitgenossen ist dadurch erleichtert worden, dass die Zeitzeugin Elsa M. van der Laaken, Tochter von Willem Frederik van der Laaken (1895–1976), dem niederländischen Chauffeur von Bockamp und vormals Angestellten des königlichen Haushalts, und seiner deutschstämmigen Ehefrau Anna Helena Elsa Sondermann (1901–1990) im Jahr 2002 ihre Erinnerungen (siehe Literatur) veröffentlicht hat, und vor allem dass der Historiker und Archivar Flip Maarschalkerweerd, der von 2003 bis 2019 die Königlichen Archive (Koninklijk Huisarchief) und Sammlungen (Koninklijke Verzamelingen) geleitet hatte und zuvor Staatsarchivar in Limburg und Stadtarchivar von Amersfoort war, nach seiner Pensionierung mit Genehmigung von König Willem-Alexander die königlichen Archive für die Jahre 1940 bis 1948 vor deren Öffnung auswerten konnte, um das Leben am Hof und das Schicksal des verbliebenen Hofpersonals in der Zeit der deutschen Besatzung und des Exils der königlichen Familie 2023 erstmals aufzuarbeiten (siehe Literatur).
Laut Maarschalkerweerd galt Karl Bockamp in den Besatzungsjahren bei seiner Tätigkeit in Den Haag als zurückhaltender Mann, der „in allem, was er sagte und tat, vorsichtig war“. Er war diplomatisch, besaß Überzeugungskraft und Flexibilität sowie das Talent, sowohl „das Vertrauen der Menschen auf deutscher als auch auf niederländischer Seite zu gewinnen“. Ähnlich schreibt van der Laaken: „Dieser ruhige Mann schien in der Lage zu sein, in einer unmenschlichen Situation ein schwieriges Gleichgewicht zwischen Recht und Unrecht zu halten“ schrieb Elsa van der Laaken in ihren Erinnerungen.
In den verfügbaren Quellen findet sich keine negative Äußerung über ihn, weder auf deutscher noch auf niederländischer Seite. Reichskommissar Seyß-Inquart war mit seiner Arbeit als Verwalter zufrieden, so dass er – nach dem abrupten Rücktritt von Schröders – Bockamps Mandat verlängerte, nun aber als Liquidator. Bockamps direkter Vorgesetzter im „Reichskommissariat Niederlande“ war Generalkommissar Hans Fischböck, der ihm freie Hand ließ. Mit den anderen Kollegen im Reichskommissariat waren die Kontakte gut oder zum Teil freundschaftlich.

### Mehr Treuhänder als Liquidator
Als die niederländischen Hofangestellten begannen, für ihre Königin wertvolle Gegenstände zu verlegen oder zu verstecken, um sie der Erfassung oder Liquidation zu entziehen, drückte Bockamp oft ein Auge zu. Als der Druck auf Bockamp aus Berlin zunahm, gab er Dinge zur Verwertung frei, die später leicht zu ersetzen wären, wie Haushaltswäsche, Kleidung, Wein, Wald-Holz und Tiere.
Die Mitglieder der „Kommissie Kultureele Waarden“, darunter Generalsekretär Jan van Dam und Meinoud Rost van Tonningen, die versuchten, so viele Güter wie möglich für den Erwerb durch den niederländischen Staat auszuwählen, stießen auf keinen Widerstand. „Das gute Verhältnis zur Hoforganisation führte dazu, dass Bockamp, der zunächst als Bedrohung empfunden wurde, schließlich als Puffer gegen den deutschen Eifer wahrgenommen wurde“, so Maarschalkerweerd.

### Einsatz für die Hofangestellten und andere
Deutschfreundliche Hofangestellte konnten sich an Bockamp wenden, wobei er keine Anstrengungen unternahm, die Hoforganisation zu nazifizieren. Er befreite Hofangestellte erfolgreich aus der Haft, bewahrte sie vor Zwangsarbeitseinsatz und verschaffte einigen einen Ausweis oder Fahrzeuge, um im Hungerwinter Lebensmittel zu beschaffen. „Er hatte mit eigenen Augen gesehen, dass Verfolgte in Palästen und auf königlichen Gütern versteckt wurden“ – versteckt in Teppichrollen, wenn es eine Razzia gab.
Elsa van der Laaken schildert aus eigener Erfahrung zwei konkrete Beispiele wie Bockamp sich für Menschen in seinem Umfeld, die sich in einer schwierigen Lage befanden, einsetzte. Als die deutschstämmige Ehefrau seines niederländischen Fahrers, Anna Helena Elsa Sondermann, Ende 1941 ihre Eltern in Ibbenbüren besuchen wollte, erlangte Bockamp beim Höheren SS- und Polizeiführer Rauter in Den Haag die erforderliche Reisegenehmigung für Mutter und Tochter. Als Cornelis van der Sluys, niederländischer Architekt und Vater eines Spielkameraden von Elsa, nach einer Razzia ins Gefängnis (sog. Oranjehotel) gekommen war, offenbar weil er Eigentum und wertvolle Gegenstände jüdischer Freunde in seinem Haus aufbewahrt hatte, bat Bockamps Fahrer ihn um Hilfe, woraufhin Bockamp sich für den Inhaftierten einsetzte, der nach 3 Tagen freigelassen wurde.
Eine Intervention von Bockamp für den Anfang August 1943 in Scheveningen inhaftierten (und später in Auschwitz ermordeten) jüdischen Rechtsanwalt Joseph van Raalte, Ehemann der Tochter des Direktors des Königlichen Archivs Nicolas Japikse, blieb erfolglos.

Am Ende ebenfalls erfolglos war die Intervention Bockamps zugunsten von Willem Gerard Röell (1905–1942), dem Intendanten von Palais Soestdijk und Forstmeister von Schloss Het Loo. Röells Mutter war Wilhelminas bevorzugte Hofdame und er selbst ein Spielkamerad von Prinzessin Juliana und später Mitarbeiter und Vertrauter von Prinz Bernhard gewesen. Als amtierender Intendant von Soestdijk war er den Verwaltern der Besatzungsmacht unterstellt und hatte mit Von Schröder und Bockamp ein vernünftiges Arbeitsverhältnis aufgebaut. Als Röell im Oktober 1940 (zusammen mit Johan van Suchtelen van de Haare, dem Intendanten von Het Loo) – als Vergeltung für die Internierung aller Reichsdeutschen in Niederländisch-Ostindien durch die Niederlande – als Geisel verhaftet worden war und nach Buchenwald transportiert werden sollte, konnten Von Schröder und Bockamp binnen weniger Tage seine Freilassung erreichen, indem sie ihn als unentbehrlich für die Verwaltung der königlichen Schlösser erklärten.

Im April 1942 wurde Röell jedoch erneut verhaftet und ins Strafgefängnis Scheveningen gebracht, da ihn der SD illegaler Aktivitäten beschuldigte. Offenbar hatte er im Juni 1941 einen vom niederländischen Nachrichtendienst abgesetzten Fähnrich aus Arnheim empfangen, dessen Kurzwellensender für die Funkverbindung nach London repariert werden musste und der später der deutschen Spionageabwehr in die Hände gefallen war. Röell wurde am 26. Juni 1942 in Amsterdam vor das Feldgericht im Luftgau-Kommando Amsterdam gestellt und bereits am 28. Juni zum Tode verurteilt und danach ins Lager Amersfoort verlegt. Die Geschwister von Röell (Binebeth und Eric) wandten sich an Bockamp. Um nach dem Todesurteil eine Strafminderung zu erreichen, legte Bockamp dem zugeordneten Feldgerichtsanwalt einen Verteidigungsschriftsatz vor, in dem er Röell als vertrauenswürdigen Intendanten und Forstmeister und als – gegenüber seinen deutschen Vorgesetzten – loyalen und korrekten Amtsträger darstellte. Ferner machte er mildernde Umstände geltend, wegen der emotionalen Verletzlichkeit Röells infolge der abschiedslosen Trennung von seiner Frau und kleinen Tochter, die im Mai 1940 mit Prinzessin Juliana in Ausland geflohen waren, da er sich von dem „Spion aus England“ wohl Nachrichten von seiner Frau und Tochter erhofft hatte. Zudem versuchte er die Strafbarkeit von Röells Vergehen herunterzuspielen, da der inkriminierte Vorfall erfolgt war, bevor General Christiansen die Repression gegen illegale Aktivitäten verschärft hatte und bevor Röell von SS- und Polizeiführer Rauter persönlich gewarnt worden war. Diese Intervention blieb ebenso erfolglos wie die diplomatischen Bemühungen der niederländischen Regierung und von Prinz Bernhard. Röell wurde am 29. August im Fort Rhijnauwen bei Utrecht hingerichtet.
Der Hof-Intendant Piet Sickinghe, Elektroingenieur und Sohn von Wilhelminas erstem Kammerherrn Agathon Sickinghe, der für die Schlösser Huis ten Bosch, Noordeinde und Amsterdam verantwortlich war, bezeugte nach Kriegsende: „Er [Bockamp] hat auch viel für das Personal getan, z.B. hat er während des Hungerwinters 1944/45 geholfen, Ausweise zu fälschen, um die Leute von Zwangsarbeit freizuhalten“.
Wilhelmina, die schon vor dem Krieg wenig mit ihrem Hof zu tun haben wollte, suchte nach dem Krieg einen neuen. Sie fand ihn im „Stand“ der Tapferen, meist Widerstandskämpfern, mit denen sie sich mehr verbunden fühlte, als mit ihrem zurückgebliebenen Hofstaat, der ihre Güter während der NS-Besatzung weitgehend gesichert hatte.

## Nachkriegszeit: Entnazifizierung in der britischen Zone
Nach der deutschen Kapitulation wurden in der britischen Besatzungszone alle Juristen einem Entnazifizierungsprozess unterworfen, dem sich auch Bockamp stellen musste. Um festzustellen, wer sich für eine Wiedereinstellung eignete, wurde den Betroffenen ein Fragebogen – meist mit Belegen von Dritten – abverlangt. Anschließend erfolgte eine Einteilung in fünf Kategorien. Zu den Kategorien 1 und 2 gehörten solche, die Kriegsverbrechen begangen oder einem SS- oder SD-Justizorgan angehört hatten oder vor dem 1. April 1933 der NSDAP als Mitglied beigetreten waren. Eine später begonnene NSDAP-Mitgliedschaft – wie bei Bockamp – war kein Grund für eine Einstufung in eine der ersten beiden Kategorien. Bockamp fügte seinem Fragebogen „Beispiele meiner Tätigkeit für Niederländer“ bei. Eine lange Liste von Namen gab Auskunft über Hofbedienstete oder deren Angehörige, denen er geholfen hatte. Ferner war er als Rechtsanwalt auch für einige niederländische Privatpersonen tätig geworden.
Die Tatsache, dass Bockamp erst nach der Ernennung Hitlers zum Reichskanzler in die NSDAP eingetreten war, wurde ihm bei der Beurteilung als einem der zahlreichen „Pragmatiker“, die diese Wahl trafen, nicht sehr angelastet. „Was man ihm vielleicht hätte vorwerfen können, war die Tatsache, dass er die Ernennung zum Liquidator der Güter des niederländischen Königshauses annahm“, so Maarschalkerweerd. Ob er sich hätte leisten können diese Ernennung abzulehnen, wie es von Schröder möglich gewesen war, ist unklar. „Aber so oder so war er mit dieser Ernennung ein Rädchen im Getriebe der geplanten Enteignung und des Verkaufs des königlichen Besitzes geworden.“ Er stellte nach Kriegsende selbst dar, dass „er seine Position als Liquidator so ausgefüllt hatte, dass aus der Liquidation kaum etwas geworden war, während er sich aktiv um die Interessen der Mitarbeiter des Hofes gekümmert hatte.“ Mit einer entlastenden Aussage der drei Mitglieder der Hofkommission Willem J. van Lynden, Willem Maurits de Brauw und W.C. Snouckaert van Schauburg, „dass viele wertvolle Vermögenswerte für das Königliche Haus erhalten wurden“ konnte Bockamp die Erlaubnis der britischen Militärverwaltung in Köln erhalten, seine Tätigkeit als Rechtsanwalt im Regierungsbezirk Köln nach dem Krieg wieder aufzunehmen. Er wurde als Rechtsanwalt am Kölner Amtsgericht zugelassen, vier Jahre später wieder am Oberlandesgericht Köln.
Zunächst musste er allerdings seine durch Bomben zerstörten Praxisräume und sein Wohnhaus wieder aufbauen. Seine Ehefrau starb bereits Anfang 1948. Sein Sohn Werner trat später in die Anwaltssozietät ein. Außerdem engagierte er sich als Obmann des Alemannenkreises Köln.